# Štrpci mészárlás

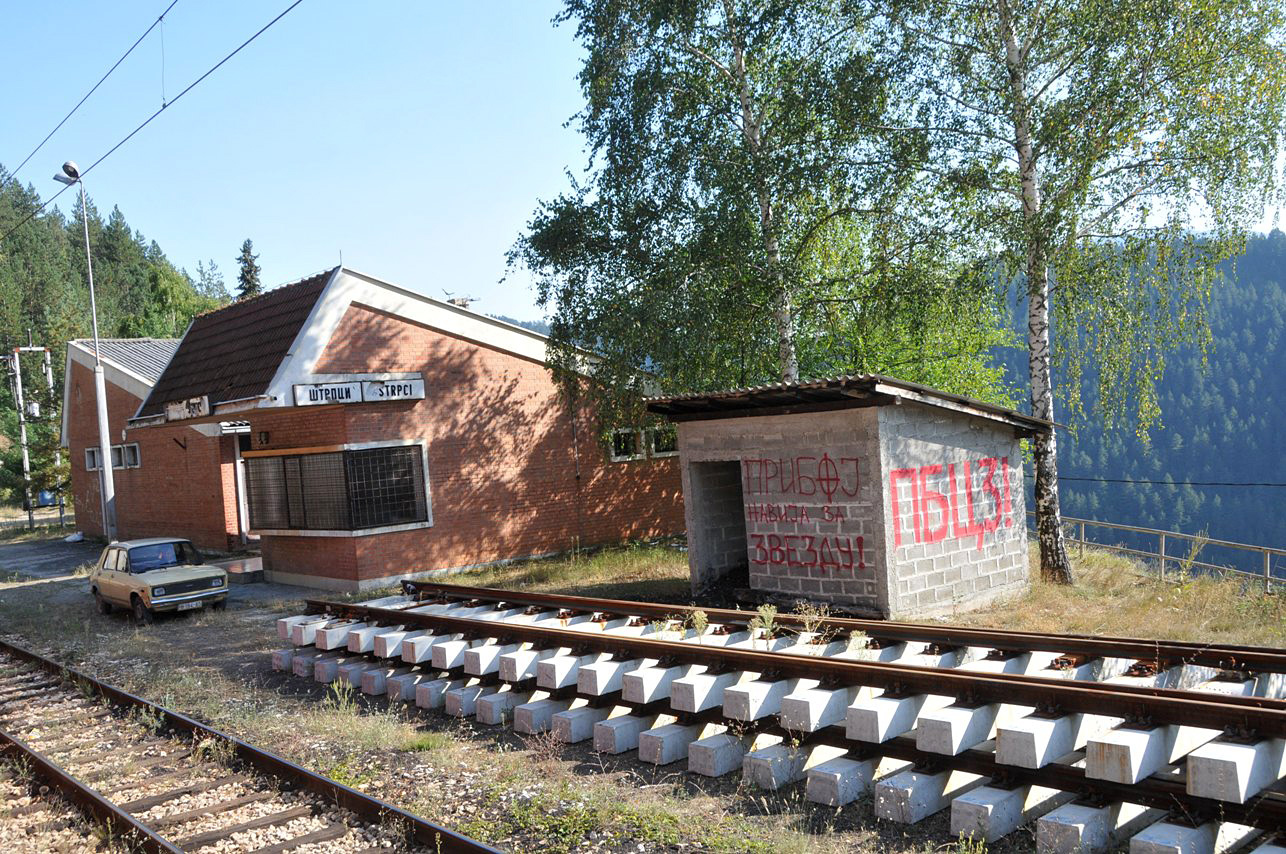
Štrpci vasútállomása

A štrpci mészárlás 19 civil (18 bosnyák és egy horvát) lemészárlása volt 1993. február 27-én, akiket egy Belgrád-Bar vonatról raboltak el a Višegrad melletti Štrpci pályaudvarán, boszniai területen. Az elrablásokért a Milan Lukić által irányított Bosszúállók (Osvetnici) félkatonai egység tagjai voltak felelősek, akik a támadást a Szerb Köztársaság logisztikai támogatásával szervezték meg. A štrpci mészárlás a sjeverini mészárlással együtt a bosnyákok elleni szerb etnikai tisztogatási akció része volt a szerbiai Szandzsák környékén, amelyet a boszniai háború leple alatt szerveztek és hajtottak végre.

## A mészárlás
A Belgrád-Bar vasút a szerbiai jablanicai és racai állomások között 9 km-en keresztül halad át bosznia-hercegovinai területen. Itt egy állomás van, Štrpci, de nincs határátkelőhely, és irányonként csak három vonat fordul meg naponta.
Február 27-én a Fehér Sasok boszniai-szerb milícia „Bosszúállók” (Osvetnici) egységének tagjai a Szerb Köztársaság logisztikai támogatásával, Milan Lukić parancsnoksága mellett Štrpcinél beszálltak a vonatba, és 20 utast elraboltak. Az elraboltak személyi igazolványuk szerint: egy jegyszedő, muszlim és horvát utasok, valamint egy ismeretlen arab származású személy voltak. Az áldozatokat a prelovoi iskola épületébe (Višegradska Banja), a VRS 2. Podrinjei dandár 1. zászlóaljának parancsnokságára szállították. Bevitték őket a tornaterembe, levetkőztették, majd megverték és dróttal megkötözték a kezüket. A már vérrel borított civil áldozatokat teherautókkal szállították egy lerombolt mušići házhoz, ahol agyonlőtték őket. Holttesteiket a Drina folyóba dobták, és soha nem találták meg, kivéve négy áldozat maradványait, amelyeket később a Peručac-tóból fogtak ki.
Egy szemtanú, Hadija Mujević a vonaton tartózkodott, és látta, hogy Štrpcinél katonák szálltak be a vonatba, és ellenőrizték a férfi utasok személyi igazolványát. „Láttam, ahogy elvitték az embereket, és teherautóra rakták őket. Láttam egy postai vagy vasúti egyenruhás férfit tántorogni, akit a katonák puskatussal ütöttek és a teherautóhoz kísérték” – mondta Mujevic. Más utasok azt mondták neki, hogy bosnyákokat szedtek le a vonatról. Egyesek azt mondták: „Hagyják békén azokat az embereket”, míg mások azt mondták: „Vigyétek a Balijast” – mondta Mujevic az ügyészségnek.
Djordje Vujović egy barátjától hallott az elrablásról. Kiskorú unokaöccse, Senad Djecević az utasok között volt. Rögtön Višegrádba utazott, ahol találkozót beszélt meg Milan Lukićcsal, mivel gyanította, hogy köze volt az akcióhoz. „Beszéltem Milan Lukićcsal. A főhadiszállásuk a híd melletti egykori kávézóban volt... Tagadta, hogy bármi köze lenne ehhez, mondván, hogy a Garavi Sokak [egy másik félkatonai egység] tette” – mondta Vujovic.
2014 decemberében Koviljka Buzov azt vallotta a Szerb Háborús Bűnügyi Ügyészségnek, hogy férje, Tomo Buzov, a Jugoszláv Nemzeti Hadsereg egykori tisztje Podgoricába utazott, hogy meglátogassa a hadseregben szolgáló fiukat. Közölték vele, hogy késik a vonat; és csak később, a fiától tudta meg, hogy az apja soha nem érkezett meg. Másnap a hírekből értesült a Štrpciben történt emberrablásról.
2014-ben Misin Rastoder arról számolt be, hogy édesapja, Jusuf Rastoder belgrádi munkahelyéről Bijelo Poljébe utazott szabadságra. Amikor hallott az emberrablásról Misin nem tudta, hogy az apja a vonaton van. Később egy kollégájától kapta meg az apja fizetését. Jusuf holttestét a Perucac-tóból húzták ki.

## A bűnösök elleni perek
A körülbelül 30 gyanúsított közül az első, akit a bűncselekményben való szerepvállalása miatt elítéltek, a despotovaci Nebojša Ranisavljević volt. 1996 októberében tartóztatták le. A Bijelo Polje-i Legfelsőbb Bíróság 2002. szeptember 9-én 15 év börtönbüntetésre ítélte. Az ítéletet a montenegrói legfelsőbb bíróság 2004 áprilisában megerősítette. Ranisavljević kilenc év letöltése után 2011-ben szabadult a börtönből. A Boszniai Szerb Köztársaság hadserege (VRS) višegrádi dandárának parancsnoka, Luka Dragićević Ranisavljević tárgyalásán elismerte, hogy a „Bosszúállók” egység a VRS része volt. A háború után Dragićevićet áthelyezték a jugoszláv hadseregbe.
Az Amnesty International aggodalmának adott hangot amiatt, hogy Ranisavljevićet tették meg bűnbakká, és hogy a per jelképes ügy lett. Azt állították, hogy Ranisavljevićet a fogvatartás során megkínozták, hogy terhelő kijelentésekre kényszerítsék.
A Szerb és a Jugoszláv Szövetségi Köztársaság (JSZK) kormányának magas rangú tisztviselőit figyelmeztették a JSZK állampolgárainak elrablásának tervére, de nem tettek lépéseket a bűncselekmény megelőzése érdekében. Állítólag rendőrség és igazságügyi tisztviselők akadályozták a Milan Lukić elleni bírósági eljárást.
2022 októberében a Bosznia-Hercegovinai Bíróság a VRS 2. Podrinjei dandár hét egykori katonáját egy nagy horderejű hétéves tárgyalás után első fokon bűnösnek találta a mészárlásban. Obrad és Novak Polugát, Petko Indjićet, Radojica Ristićet, Dragan Sekarićot, Oliver Krsmanovićot és Miodrag Mitrasinovićet a mészárlás társelnökeiként 13 évre ítélték. Mico Jovičić elismerte bűnösségét, és az ügyészséggel folytatott vádalku után 5 évre ítélték. Vuk Ratković az ítélet kihirdetése előtt meghalt. Parancsnokukat, Boban Indjićet ugyanaz a bíróság 2023. január 19-én 15 évre ítélte. A višegradi VRS 2. Podrinjei dandárjának parancsnokát, Luka Dragicevićet felmentették az emberrablás és a gyilkosság elrendelésének vádja alól.
A Fehér Sasok vezetőjét, Milan Lukićot (akit az ICTY már korábban életfogytiglani börtönbüntetésre ítélt) Bosznia-Hercegovinában is vád alá helyeztek a 2020-as štrpci mészárlás miatt. A 2022. októberi ítéletben Vesna Jesenkovic bíró kijelentette, hogy Lukic részt vett 18 áldozat meggyilkolásában, míg az utolsó két áldozatot menekülés közben ölték meg – az egyiket Nebojsa Ranisavljevic, akit 15 évre bebörtönzött egy montenegrói bíróság, a másikat pedig egy ismeretlen katona.
2019 óta öt másik boszniai szerb félkatonai szervezet ellen is folyik per Szerbiában a štrpci mészárlás miatt. Az eljárást késések sújtják, az egyik vádlott meghalt, egy másik pedig túlságosan beteg ahhoz, hogy bíróság elé álljon.

## Fordítás
Ez a szócikk részben vagy egészben  a(z)   Štrpci massacre című angol Wikipédia-szócikk ezen változatának fordításán alapul.  Az eredeti cikk szerkesztőit annak laptörténete sorolja fel. Ez a jelzés csupán a megfogalmazás eredetét és a szerzői jogokat jelzi, nem szolgál a cikkben szereplő információk forrásmegjelöléseként.